# Cyprois marginata
Cyprois marginata är en kräftdjursart som först beskrevs av Hercule Eugène Straus 1821.  Cyprois marginata ingår i släktet Cyprois och familjen Notodromadidae. Inga underarter finns listade i Catalogue of Life.